# Miami Dolphins 2023
La stagione 2023 dei Miami Dolphins è stata la 58ª della franchigia, la 54ª nella National Football League e la seconda con Mike McDaniel come capo-allenatore.
I Dolphins migliorarono il record di 9–8 delle due precedenti stagioni dopo una vittoria nella settimana 15 contro i New York Jets. Con una vittoria sui Dallas Cowboys nel turno successivo si assicurarono un posto nei playoff per il secondo anno consecutivo per la prima volta dal 2000–2001. Malgrado l'essere in vantaggio sui Buffalo Bills di tre partite a cinque gare dal termine, i Dolphins collassarono e persero nell'ultimo turno contro Buffalo, non riuscendo a vincere il primo titolo di division dal 2008 . Non arrivò nemmeno la prima vittoria nei playoff dal 2000, perdendo nel primo turno contro i Chiefs per 26–7. Quella gara vide il ritorno di Tyreek Hill, Justin Houston, Melvin Ingram e Emmanuel Ogbah all'Arrowhead Stadium. Con i Detroit Lions che batterono i Los Angeles Rams e avanzarono al divisional round nel giorno successivo, i Dolphins divennero la squadra a non vincere da più tempo una gara di playoff nella NFL.
Nella vittoria della settimana 3 per 70–20 sui Denver Broncos, i Dolphins divennero la prima squadra della NFL dal 1966 a segnare 70 punti in una partita. Fu il secondo maggior risultato di tutti i tempi per punti segnati nella stagione regolare.

## Scelte nel Draft 2023
| Scelte dei Dolphins nel Draft 2023 |        |                |       |                |
| Giro                               | Scelta | Giocatore      | Ruolo | College        |
| 1                                  | -      | Revocata       |       |                |
| 2                                  | 51     | Cam Smith      | CB    | South Carolina |
| 3                                  | 84     | De'Von Achane  | RB    | Texas A&M      |
| 6                                  | 197    | Elijah Higgins | WR    | Stanford       |
| 7                                  | 238    | Ryan Hayes     | OT    | Michigan       |

## Staff
| Staff dei Miami Dolphins |
| --- |
| Organi dirigenziali - Chairman/Managing General Partner – Stephen Ross - Vice chairman/partner – Bruce Beal - Vice chairman – Jorge Pérez - Vice chairman – Matt Higgins - Vice chairman, presidente e CEO – Tom Garfinkel - General manager – Chris Grier - Assistente general manager – Marvin Allen - Vice presidente, amministrazione del football – Brandon Shore - Vice presidente senior, chief financial officer – Chris Clements - Dirigente del personale senior – Reggie McKenzie - Co-direttore, personale dei giocatori – Adam Engroff - Co-direttore, personale dei giocatori – Anthony Hunt - Direttore degli osservatori del college – Matt Winston - Osservatore senior – Jim Abrams - Consulente speciale del vice chairman, presidente e CEO – Dan Marino Capo allenatore - Capo-allenatore – Mike McDaniel - Capo-allenatore associato/running back – Eric Studesville - Capo-allenatore associato/tight end – Jon Embree Altri allenatori - Preparatore atletico – Dave Puloka - Assistente p.a. – Adam Lachance Allenatori dell'attacco - Coordinatore offensivo – Frank Smith - Quarterback/coordinatore gioco sui passaggi – Darrell Bevell - Assistente quarterback – Chandler Henley - Wide receiver – Wes Welker - Offensive line – Butch Barry - Assistente offensive line – Lemuel Jeanpierre - Assistente attacco – Ricardo Allen - Assistente attacco – Mike Judge - Assistente attacco – Max McCaffrey - Assistente attacco – Kolby Smith - Controllo qualità – Josh Grizzard Allenatori della difesa - Coordinatore difensivo – Vic Fangio - Defensive line – Austin Clark - Assistente defensive line – Kenny Baker - Linebacker – Anthony Campanile - Outside linebacker – Ryan Slowik - Coordinatore gioco sui passaggi/linea secondaria – Renaldo Hill - Cornerback/specialista gioco sui passaggi – Sam Madison - Safety – Joe Kasper - Assistente defensive back – Mathieu Araujo - Assistente – Wade Harman - Assistente difesa – Steve Donatell Allenatori dello special team - Coordinatore Special Team – Danny Crossman - Assistente special teams – Brendan Farrell |

## Roster
| Roster dei Miami Dolphins |
| --- |
| Quarterback - 1 Tua Tagovailoa - 19 Skylar Thompson - 14 Mike White Running Back - 28 De'Von Achane - 26 Salvon Ahmed - 33 Christopher Brooks - 30 Alec Ingold FB - 31 Raheem Mostert - 23 Jeff Wilson Wide Receiver - 0 Braxton Berrios - 85 River Cracraft - 18 Erik Ezukanma - 10 Tyreek Hill - 17 Jaylen Waddle - 11 Cedrick Wilson Jr. Tight End - 89 Julian Hill - -- Tyler Kroft - 81 Durham Smythe Offensive Linemen - 72 Terron Armstead T - 66 Lester Cotton G - 74 Liam Eichenberg G - 68 Robert Hunt G - 73 Austin Jackson T - 65 Robert Jones G - 70 Kendall Lamm T - 71 Kion Smith T - 58 Connor Williams C - 77 Isaiah Wynn G Defensive Linemen - 98 Raekwon Davis NT - 91 Emmanuel Ogbah DE - 96 Brandon Pili NT - 92 Zach Sieler DE - 94 Christian Wilkins DE Linebacker - 55 Jerome Baker ILB - 2 Bradley Chubb OLB - 51 David Long Jr. ILB - 15 Jaelan Phillips OLB - 45 Duke Riley ILB - 41 Channing Tindall ILB - 43 Andrew Van Ginkel OLB Defensive Back - 33 Eli Apple CB - 22 Elijah Campbell FS - 21 DeShon Elliott SS - 8 Jevon Holland FS - 25 Xavien Howard CB - 29 Brandon Jones SS - -- Kelvin Joseph CB - 4 Kader Kohou CB - 32 Verone McKinley III FS - 5 Jalen Ramsey CB - 24 Cam Smith CB Special Team - 16 Jake Bailey P - 44 Blake Ferguson LS - 7 Jason Sanders K Lista delle riserve - 27 Keion Crossen CB (IR) - 35 Myles Dorn FS (IR) - 40 Nik Needham CB (PUP) - 82 Eric Saubert TE (IR) - 57 Zeke Vandenburgh ILB (IR) Squadra di allenamento - 38 Ethan Bonner CB - 90 Randy Charlton DE - 80 Tanner Conner TE - 53 Cameron Goode OLB - 93 Da'Shawn Hand DT - 59 A.J. Johnson ILB - 86 Braylon Sanders WR - 62 Alama Uluave C Roster aggiornato al 30 agosto 2023 53 attivi, 5 inattivi, 8 nella squadra di allenamento |
| Legenda - I rookie sono in corsivo. - Il primo ruolo è il principale mentre gli eventuali successivi indicano i ruoli secondari. - (IR) sta per Injured Reserve ed indica la lista ristretta per un solo giocatore infortunato che può tornare ad allenarsi dopo la settimana 6 e a rientrare in prima squadra dopo che questa ha giocato 8 partite. - (NF-Inj.) / (NF-Ill.) stanno rispettivamente per Non-Football Injured e Non-Football Illness ed indicano le liste dove viene inserito un giocatore che ha un infortunio o una malattia non dipendente dal football americano. - (PUP) sta per Physically Unable to Perform ed indica la lista dove viene inserito un giocatore mentre è in attesa di recuperare la condizione fisica. Nella stagione regolare dopo la sesta partita giocata dalla propria squadra, il giocatore ha tempo tre settimane per riprendere ad allenarsi, più tre settimane aggiuntive dal suo rientro agli allenamenti per rientrare in prima squadra. |

## Precampionato
L'11 maggio 2023 furono annunciate le gare del precampionato.
| Precampionato |           |           |                        |           |        |                   |                 |         |
| Settimana     | Data      | Ora (ET)  | Avversario             | Risultato | Record | Stadio            | TV              | Sintesi |
| 1             | 11 agosto | 7:00 p.m. | Atlanta Falcons        | S 3-19    | 0-1    | Hard Rock Stadium | CBS Miami (CBS) | Sintesi |
| 2             | 19 agosto | 8:00 p.m. | @ Houston Texans       | V 28-3    | 1-1    | NRG Stadium       | CBS Miami (CBS) | Sintesi |
| 3             | 26 agosto | 7:00 p.m. | @ Jacksonville Jaguars | S 18-31   | 1-2    | TIAA Bank Field   | CBS Miami (CBS) | Sintesi |

## Stagione regolare

### Calendario
Il calendario della stagione regolare 2023 fu reso noto l'11 maggio 2023. I Dolphins giocarono la prima partita della NFL disputata nel giorno del Black Friday, ossia la gara di settimana 12 contro i New York Jets. Data e orario della gara di settimana 18 furono stabilite il 31 dicembre 2023, dopo lo svolgimento del diciassettesimo turno.
| Stagione regolare |                     |                     |                           |                     |                     |                                  |                     |                     |
| Settimana         | Data                | Ora (ET)            | Avversario                | Risultato           | Record              | Stadio                           | TV                  | Sintesi             |
| 1                 | 10 settembre        | 4:25 p.m.           | @ Los Angeles Chargers    | V 36-34             | 1-0                 | SoFi Stadium                     | CBS                 | Sintesi             |
| 2                 | 17 settembre        | 8:20 p.m.           | @ New England Patriots    | V 24-17             | 2-0                 | Gillette Stadium                 | NBC                 | Sintesi             |
| 3                 | 24 settembre        | 1:00 p.m.           | Denver Broncos            | V 70-20             | 3-0                 | Hard Rock Stadium                | CBS                 | Sintesi             |
| 4                 | 1º ottobre          | 1:00 p.m.           | @ Buffalo Bills           | S 20-48             | 3-1                 | Highmark Stadium                 | CBS                 | Sintesi             |
| 5                 | 8 ottobre           | 1:00 p.m.           | New York Giants           | V 31-16             | 4-1                 | Hard Rock Stadium                | Fox                 | Sintesi             |
| 6                 | 15 ottobre          | 1:00 p.m.           | Carolina Panthers         | V 42-21             | 5-1                 | Hard Rock Stadium                | CBS                 | Sintesi             |
| 7                 | 22 ottobre          | 8:20 p.m.           | @ Philadelphia Eagles (S) | S 17-31             | 5-2                 | Lincoln Financial Field          | NBC                 | Sintesi             |
| 8                 | 29 ottobre          | 1:00 p.m.           | New England Patriots      | V 31-17             | 6-2                 | Hard Rock Stadium                | CBS                 | Sintesi             |
| 9                 | 5 novembre          | 9:30 a.m.           | @ Kansas City Chiefs (I)  | S 14-21             | 6-3                 | Deutsche Bank Park (Francoforte) | NFL Network         | Sintesi             |
| 10                | Settimana di riposo | Settimana di riposo | Settimana di riposo       | Settimana di riposo | Settimana di riposo | Settimana di riposo              | Settimana di riposo | Settimana di riposo |
| 11                | 19 novembre         | 1:00 p.m.           | Las Vegas Raiders         | V 20-13             | 7-3                 | Hard Rock Stadium                | CBS                 | Sintesi             |
| 12                | 24 novembre         | 3:00 p.m.           | @ New York Jets (BF)      | V 34-13             | 8-3                 | MetLife Stadium                  | Prime Video         | Sintesi             |
| 13                | 3 dicembre          | 1:00 p.m.           | @ Washington Commanders   | V 45-15             | 9-3                 | FedEx Field                      | Fox                 | Sintesi             |
| 14                | 11 dicembre         | 8:!5 p.m.           | Tennessee Titans (M)      | S 27-28             | 9-4                 | Hard Rock Stadium                | ESPN                | Sintesi             |
| 15                | 17 dicembre         | 1:00 p.m.           | New York Jets             | V 30-0              | 10-4                | Hard Rock Stadium                | CBS                 | Sintesi             |
| 16                | 24 dicembre         | 4:25 p.m.           | Dallas Cowboys            | V 22-20             | 11-4                | Hard Rock Stadium                | Fox                 | Sintesi             |
| 17                | 31 dicembre         | 1:00 p.m.           | @ Baltimore Ravens        | S 19-56             | 11-5                | M&T Bank Stadium                 | CBS                 | Sintesi             |
| 18                | 7 gennaio           | 8:20 p.m.           | Buffalo Bills (S)         | S 14-21             | 11-6                | Highmark Stadium                 | NBC                 | Sintesi             |

Note:
- Gli avversari della propria division sono in grassetto.
- Il simbolo "@" indica una partita giocata in trasferta.
- (M) indica il Monday Night Football, (T) il Thursday Night Football, (S) il Sunday Night Football, (I) una partita delle NFL International Series e (BF) una partita giocata il Black Friday.

## Play-off
Al termine della stagione regolare i Dolphins arrivarono secondi nella AFC East con un record di 11 vittorie e 6 sconfitte, qualificandosi ai play-off con la testa di serie numero 6.
| Play-off  |            |           |                          |           |        |                   |            |         |
| Turno     | Data       | Ora (ET)  | Avversario (seed)        | Risultato | Record | Stadio            | TV         | Sintesi |
| Wild Card | 13 gennaio | 8:00 p.m. | @ Kansas City Chiefs (3) | S 7-26    | 0-1    | Arrowhead Stadium | Peacock TV | Sintesi |

## Premi

### Premi settimanali e mensili
- Tua Tagovailoa:

giocatore offensivo della AFC della settimana 1
quarterback della settimana 1
quarterback della settimana 3
giocatore offensivo della AFC del mese di settembre
- De'Von Achane:

giocatore offensivo della AFC della settimana 3
running back della settimana 3
rookie della settimana 3
rookie della settimana 5
- Raheem Mostert:

giocatore offensivo della AFC della settimana 6
running back della settimana 6
- Tyreek Hill:

giocatore offensivo della AFC del mese di ottobre
- Jalen Ramsey:

difensore della AFC della settimana 11
- Bradley Chubb:

difensore della AFC della settimana 15
- Jason Sanders:

giocatore degli special team della AFC della settimana 16